# 토모에 호타루

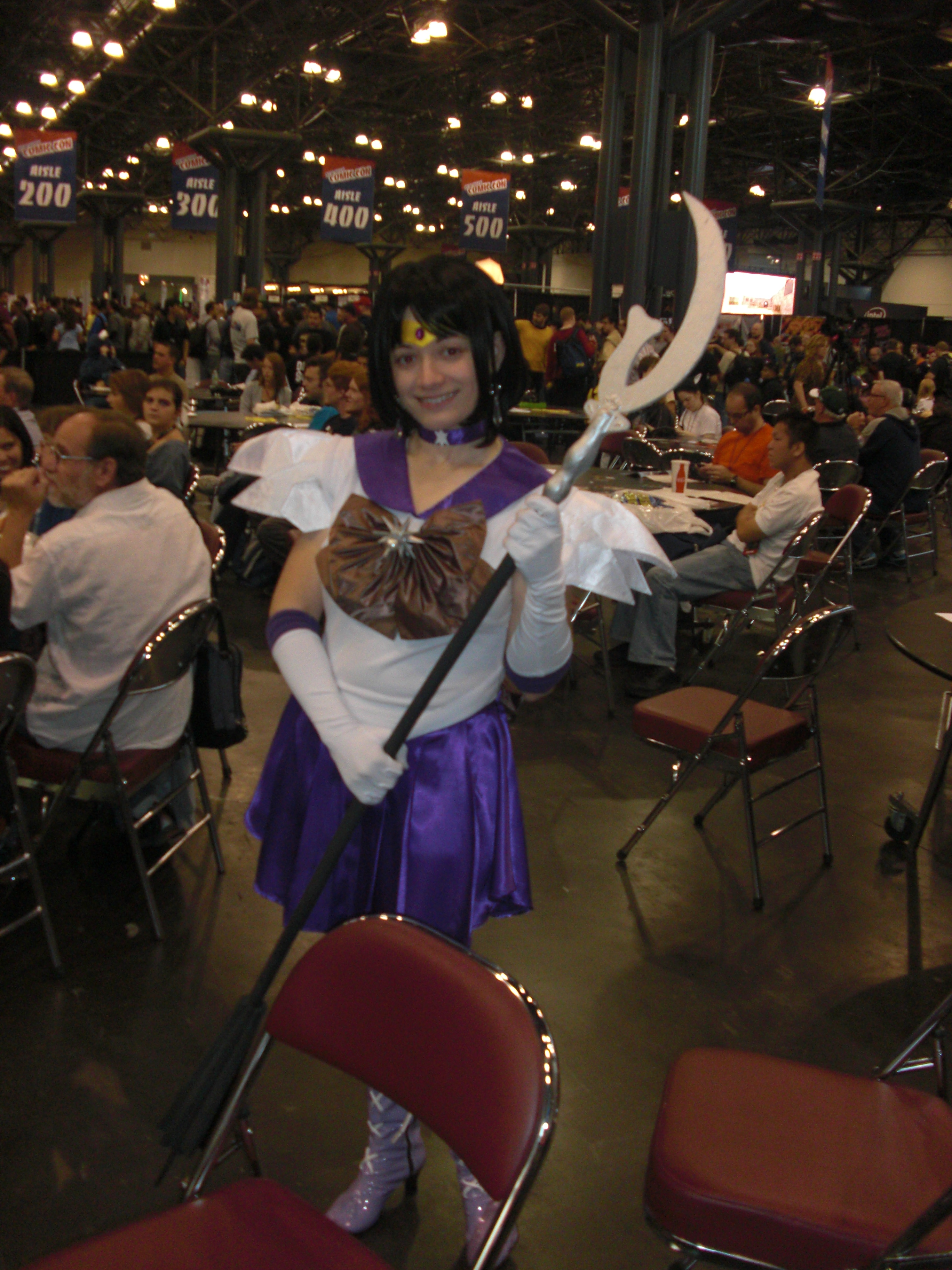
코스프레 모습

토모에 호타루(土萠 ほたる, 한국명:코코/보나)는 타케우치 나오코의 만화작품 《미소녀전사 세일러문》에 등장하는 가공의 인물이다.
애니메이션에서 목소리를 연기한 성우는 일본판은 미나구치 유코와 후지이 유키요(Crystal)이며, 한국판은 1997년~98년 한국방송 방영판은 이선과 정옥주가, 2012년~16년 대원방송 재더빙판은 이보희가 연기했다.

## 인물
원작 만화와 Crystal에서는 3기 1화, TV 애니메이션에서는 3기 S 112화 <진정한 구세주는 누구? 빛과 그림자의 카오스>부터 등장한다.
무한학원 초등부 6학년으로 자신은 병약하지만, 다른 사람의 상처를 치료하는 능력을 가졌다. 검은 단발머리에 보라색 눈동자를 가진 신비하고 가련한 인상의 소녀.
원작에서는, 어렸을 때 초생물의 사고에 의한 화재를 당해, 부친인 토모에 소이치 교수와 함께 죽을 운명이었지만 부녀는 정체불명의 존재에 의해 구명되었다. 미스트리스9이 호타루의 몸에 깃들어 자신의 내부에서 선과 악과의 싸움에 긴 시간을 소비했지만, 세일러문의 은수정과 성배의 힘에 의한 특공에 타리스만이 발동하면서 미스트리스9가 호타루의 몸으로부터 분리하며 전사로서 각성한다. TV 애니메이션에서는 최종적으로 호타루의 아빠와 친구를 지키기위한 강한 마음이 빙의된 미스트리스9을 물리치고 전사로서 각성한다. 각성한 새턴은 파라오 90과 함께 자폭하려고 결의했지만, 세일러문에 의해서 갓난아이로서 다시 태어났다.
원작만화와 Crystal은 4기 후반부, TV 애니메이션에서는 5기 스타즈 초반에 치비우사와 비슷한 연령대의 8세까지 빠르게 성장해, 슈퍼 세일러 새턴으로서 재각성한다. 그 후, 구립 쥬반 초등학교 3학년 3반에 편입한다.
미즈노 아미처럼 편부모 가정이며 몸이 약하여 학교를 잘나가지못한 탓에 무척 내성적인 성격이지만 내면은 여느 또래와 같은 소녀로 얌전하고 조용하지만 친구를 생각하는 상냥한 마음씨와 굳은 심지를 가졌다. 환생 후에는 활발하고 천진한 아이다운 모습과 세일러 새턴에 의해 과거의 기억을 되찾으며 전사로서 사명감 강하고 진지하고 조숙한 성격으로 변한다.
애니메이션의 그녀는, 세일러 전사중에서 유일하게 변신 장면이 그려져 있지 않다. 다만 세가 새턴판 게임 「미소녀전사 세일러 문 SuperS - Various Emotion」의 삽입 클립 동영상에서는 변신 장면의 애니메이션을 볼 수 있다.

## 세일러 새턴
토성을 수호성으로 가진 침묵, 그리고 파멸과 탄생의 전사.
파멸을 가져오는 침묵의 전사로서의 이미지 때문인지, 초반에는 외부3전사들에게 경계시되었다. 이미지 컬러는 보라색.
결정 대사로는 「침묵의 별, 토성을 수호로 하는, 파멸과 탄생의 전사 세일러 새턴」. 원작 제 3기의 등장 대사는 「파멸의 별! 토성을 수호로 하는 침묵의 전사! 세일러 새턴!」이다.

### 신분
- 무한학원 초등학생
- 쥬반 초등학생
- 세일러 새턴
- 미스트리스 9

### 아이템
- 새턴 변신 립 롯드
- 크리스탈 체인지 롯드 (원작 제 4기)
- 사일런트 그레이브(침묵의 창. 창 끝에 달려있는 날은 행성 하나를 날려버릴 정도의 힘을 가졌다고 한다.)
- 스타 시드

### 변신주문
- 새턴 플래닛 파워! 메이크업! (대전 격투 게임)
- 새턴 크리스탈 파워! 메이크업! (원작 제 4기)

### 공격 주문
- 데스 리본 레볼루션 (원작 제 3기)
- 사일런스 월 (원작 제 4기, 애니메이션 제 5기)
- 사일런스 그레이브 서프라이즈 (원작 제 4기, 애니메이션 제 5기)

## 같이 보기
- 사투르누스
- 크로노스
- 크로노스 (시간의 신)
- 죽음의 신
- 큰낫
- 글레이브